# Llançament espacial sense coet
El llançament espacial sense coet (o bé non-rocket space launch o NRS en anglès) és un llançament a l'espai on part o tota la velocitat i l'altitud necessària és proporcionada per quelcom que no sigui l'ús de coets d'un sol ús. S'han proposat tot un seguit d'alternatives als coets d'un sol ús. En alguns sistemes, com ara els ganxos espacials, el trineu coet, i el llançament aeri, utilitzen un coet per arribar a l'òrbita, però només és "part" del sistema.
Els costos de llançament d'avui en dia són molt alts – $10.000 a $25.000 per quilogram des de la Terra a òrbita terrestre baixa. Com a resultat, els costos de llançament són un gran percentatge en el cost de tots els afers espacials. Si els costos de llançament es poden abaratir es reduirà el cost total de les missions espacials. Afortunadament, a causa de la naturalesa exponencial de l'equació del coet, proporcionant fins i tot una petita quantitat de la velocitat a LEO per altres mitjans té el potencial de reduir considerablement el cost d'arribar a l'òrbita.
Amb la reducció dels costos de llançament en milions d'euros per quilogram faria que molts dels projectes espacials a gran escala proposats, com ara la colonització espacial, l'energia solar espacial i la terraformació de Mart fossin possibles.

## Galeria

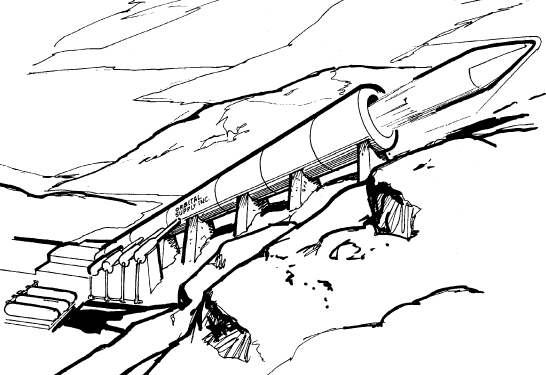
Un canó electromagnètic
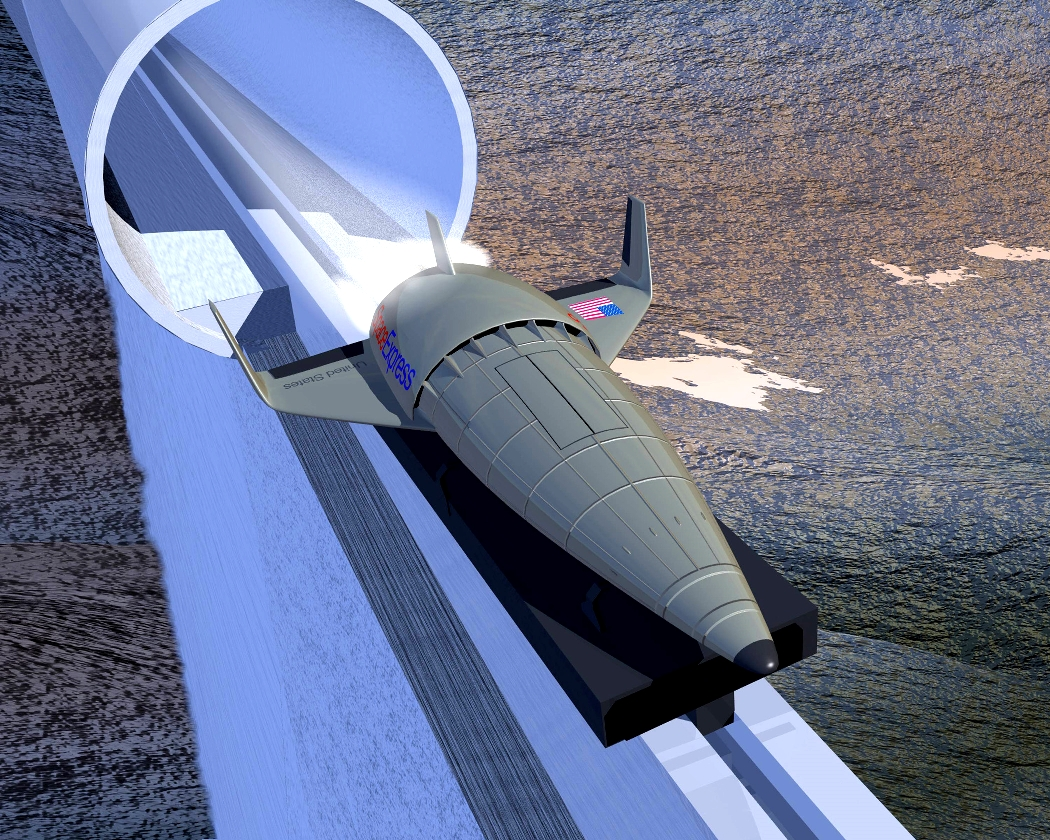
Un coet en llançament per sustentació electromagnètica
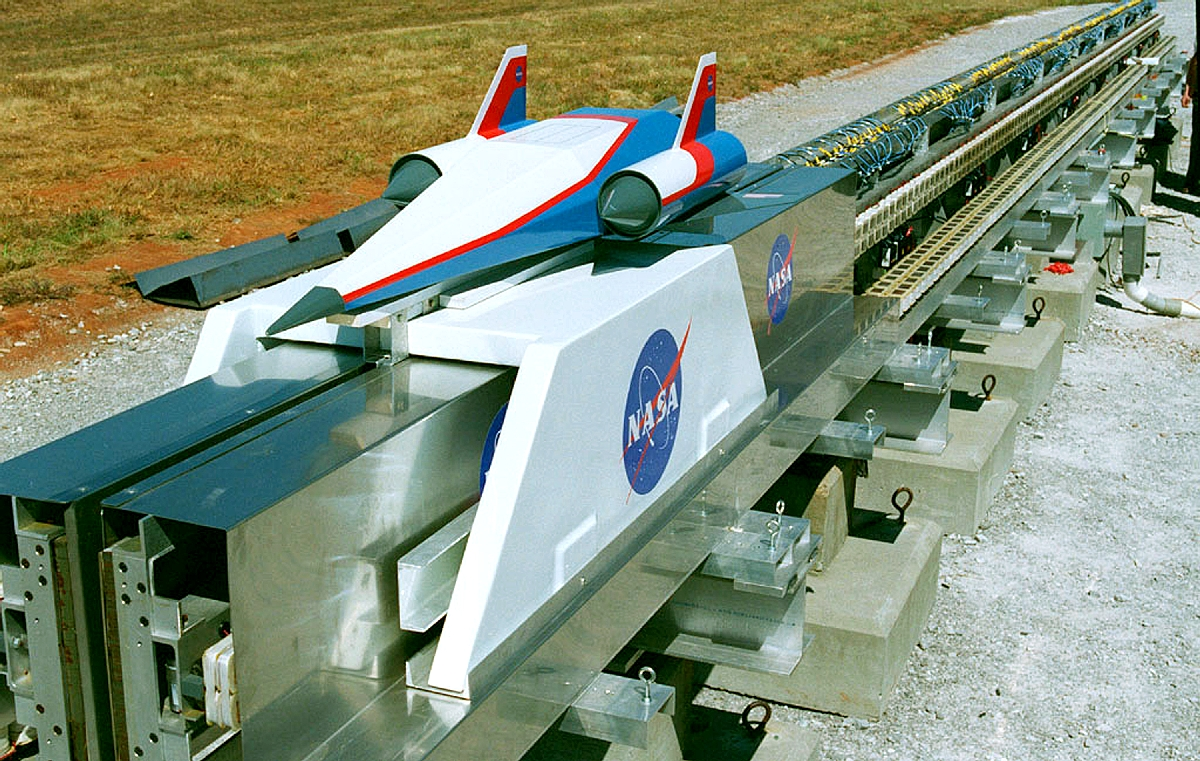
El concepte Maglifter
Un bucle de llançament
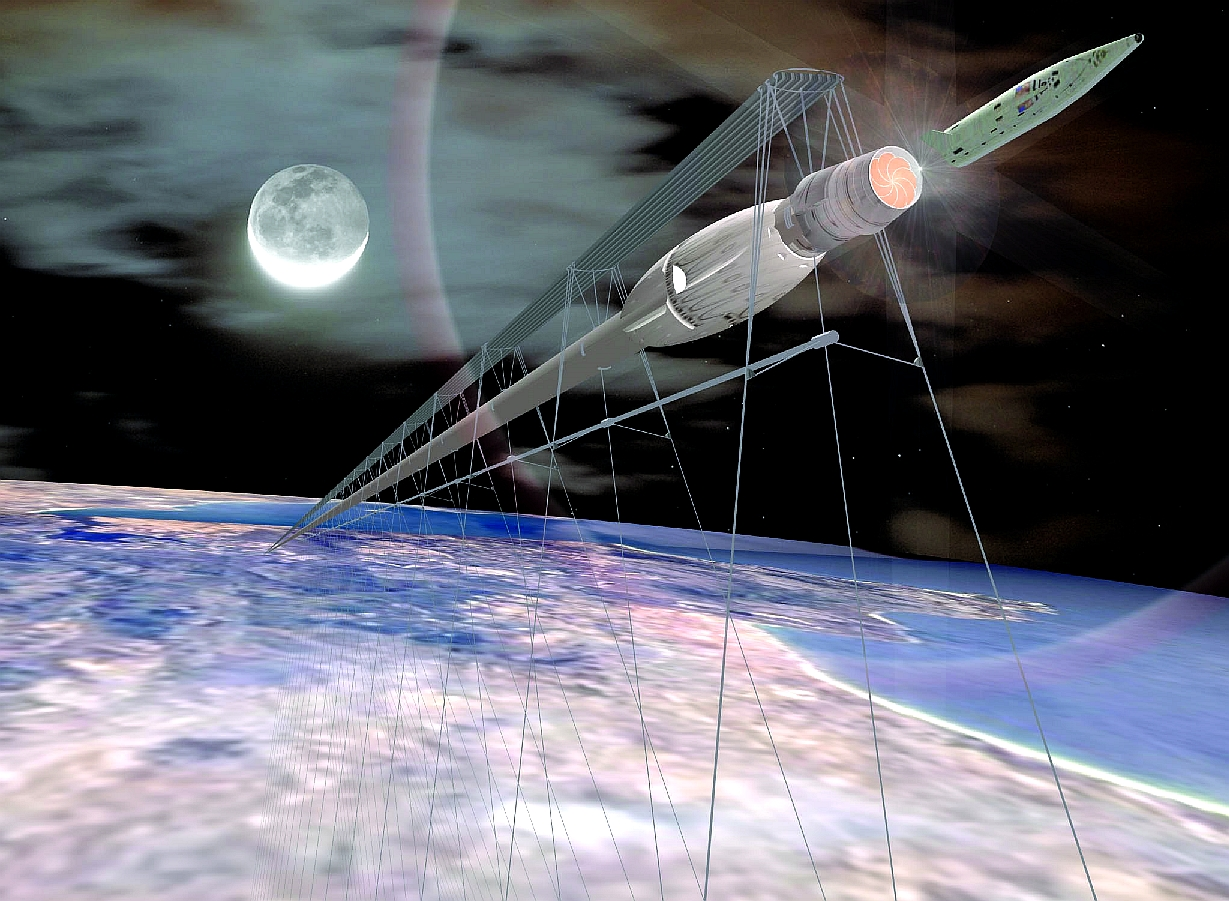
El concepte StarTram

## Per a més informació
1.“Non Rocket Space Launch and Flight”. by Alexander Bolonkin, Elsevier, 2005. 488 pgs. ISBN  978-0-08044-731-5. http://www.archive.org/details/Non-rocketSpaceLaunchAndFlight 

2.“New Concepts, Ideas, Innovations in Aerospace, Technology and the Human Sciences”, NOVA, 2006, 510 pgs. ISBN  978-1-60021-787-6. http://www.scribd.com/doc/24057071%5BEnllaç+no+actiu%5D, http://viXra.org/abs/1309.0193,

3. “Macro-Projects: Environments and Technologies”, NOVA, 2007, 536 pgs. ISBN 978-1-60456-998-8. http://www.scribd.com/doc/24057930%5BEnllaç+no+actiu%5D. http://viXra.org/abs/1309.0192, 

4. Femtotechnologies and Revolutionary Projects. Lambert, USA, 2011. 538 p. 16 Mb. ISBN 978-3847322290. http://www.scribd.com/doc/75519828/%5BEnllaç+no+actiu%5D, http://viXra.org/abs/1309.0191,

5. Innovations and New Technologies. Scribd, 30/7/2013. 309 pgs. 8 Mb.
http://www.scribd.com/doc/157098739/Innovations-and-New-Technologies-7-9-13 Arxivat 2013-10-20 a Wayback Machine., 
http://archive.org/details/InnovationsAndNewTechnologies

6.Universe, Human Immortality and Future Human Evaluation, Elsevier, 2011.
http://www.archive.org/details/UniverseHumanImmortalityAndFutureHumanEvaluation 

7.Femtotechnology: Design of the Strongest AB-Matter for Aerospace Presented as paper AIAA-2009-4620 to 45 Joint Propulsion Conference, 2–5 August 2009,Denver CO,USA. American Journal of Engineering and Applied Science, Vol. 2, #2, 2009, pp. 501–51. http://www.scribd.com/doc/24046679/%5BEnllaç+no+actiu%5D, http://viXra.org/abs/1309.0201 

8.Converting of any Matter to Nuclear Energy by AB-Generator and Aerospace Journal of Energy Storage and Conversion, Vol.3, #1, January–June 2012, p. 43-69. http://www.archive.org/details/ConvertingOfAnyMatterToNuclearEnergyByAb-generatorAndAerospace, http://www.scribd.com/doc/57419950/%5BEnllaç+no+actiu%5D

9.Man in Outer Space without a Special Space Suit. American Journal of Engineering and Applied Science 2(4), 573-579, 2009, ISSN 1941-7020. http://www.scribd.com/doc/24050793/%5BEnllaç+no+actiu%5D, http://viXra.org/abs/1309.0199,

10."Magnetic Space Launcher" has been published online 15 December 2010, in the ASCE, Journal of Aerospace Engineering (Vol. 24, No. 1, 2011, pp. 124–134). http://www.scribd.com/doc/24051286/%5BEnllaç+no+actiu%5D 

11."Magnetic Suspended AB-Structures and Motionless Space Stations," has been published online 15 December 2010, in the ASCE, Journal of Aerospace Engineering (Vol.24,No.1, 2011, pp. 102–111), http://www.scribd.com/doc/25883886/%5BEnllaç+no+actiu%5D .

12.Review of new ideas, innovations of non-rocket propulsion systems for Space Launch and Flight (Part 1). http://www.scribd.com/doc/54655572/%5BEnllaç+no+actiu%5D, 

13.Review of new ideas, innovations of non-rocket propulsion systems for Space Launch and Flight (Part 2). http://www.scribd.com/doc/54656166/%5BEnllaç+no+actiu%5D, 

14.Review of new ideas, innovations of non-rocket propulsion systems for Space Launch and Flight (Part 3). http://www.scribd.com/doc/54656800/%5BEnllaç+no+actiu%5D, 

15.Femtotechnology: AB-Needles. Fantastic properties and Applications. Scripd, 2010,Journal of Energy Storige and Conversion, Vol.3, #1, January–June 2012, p. 15-41.http://www.scribd.com/doc/55054819/, http://vixra.org/abs/1111.0064 

16.Space Wing Electro Relativistic AB-Ship. I J N N A, 4(2) January–June 2012, pp. 13–19 • ISSN 0974-6048, http://www.scribd.com/doc/56874853/%5BEnllaç+no+actiu%5D